# 五宪镇
五宪镇，原为五宪乡，是中华人民共和国四川省雅安市荥经县下辖的一个乡镇级行政单位。2019年12月，撤销五宪乡和附城乡，设立五宪镇，以原五宪乡和原附城乡南村坝村、烟溪沟村所属行政区域为五宪镇的行政区域。

## 行政区划
五宪镇下辖以下地区：
豆子山村、坪阳村、毛坪村和热溪沟村。